# Paulita ovczinnikovii
Paulita ovczinnikovii är en flockblommig växtart som först beskrevs av Jevgenij Korovin, och fick sitt nu gällande namn av Jiří Soják. Paulita ovczinnikovii ingår i släktet Paulita och familjen flockblommiga växter. Inga underarter finns listade i Catalogue of Life.